# Белінда Карлайл
Белінда Джо Карлайл (англ. Belinda Joe Carlisle; нар. 17 серпня 1958 року в Голлівуд, Лос-Анжелес, США) — американська співачка та автор пісень.
Карлайл виросла в Південній Каліфорнії і стала вокалісткою гурту Go-Go's після його заснування в 1978 році. Дебютний студійний альбом «Beauty and the Beat», що очолив чарти у 1981 році, допоміг гурту популяризувати музику нової хвилі у Сполучених Штатах. The Go-Go's були першим (і на сьогоднішній день єдиним) повністю жіночим гуртом в історії, який писав власні пісні та грав на власних інструментах, щоб досягти альбому № 1. The Go-Go's продали понад 8 мільйонів записів по всьому світу.
Після розпаду Go-Go's у 1985 році Карлайл продовжила успішну сольну кар'єру з такими радіохітами, як «Mad About You», «I Get Weak», «Circle in the Sand», «Leave a Light On» та «Heaven Is a Place on Earth». Гурт Go-Go's реформувався у 1999 році, і Карлайл виступала з ним до його розпаду у 2022 році, паралельно продовжуючи свою сольну кар'єру.
Автобіографія Карлайл «Lips Unsealed», опублікована в червні 2010 року, стала бестселером за версією New York Times і отримала схвальні відгуки. 2011 року Карлайл, як учасниця Go-Go's, отримала зірку на Голлівудській алеї слави. 2021 року її разом із гуртом було включено до Зали слави рок-н-ролу.

## Кар'єра
Пізніше у неї була успішна сольна кар'єра. Вона випустила 7 студійних альбомів:
- Belinda (1986)
- Heaven on Earth (1987)
- Runaway Horses (1989)
- Live Your Life Be Free (1991)
- Real (1993)
- A Woman and a Man (1996)
- Voila (2007).

Серед її найпопулярніших хітів: «Mad About You», «I Get Weak», «Circle in the Sand», «Leave a Light On», «Heaven Is a Place on Earth», «La Luna» та інші.
19 грудня 2011 року Белінда вперше відвідала Україну. Вона провела концерт у Києві з програмою «The Best».